# Латонија Лејкс (Кентаки)
Латонија Лејкс (енгл. Latonia Lakes) град је у америчкој савезној држави Кентаки.

## Демографија
По попису из 2000. године број становника је 325.
| Група             | 2000.       | 2010.    |
| Белци             | 316 (97,2%) | 0 (0,0%) |
| Афроамериканци    | 0 (0,0%)    | 0 (0,0%) |
| Азијати           | 0 (0,0%)    | 0 (0,0%) |
| Хиспаноамериканци | 5 (1,5%)    | 0 (0,0%) |
| Укупно            | 325         | 0        |